# Trélon
Trélon is een gemeente in het Franse Noorderdepartement (Frans: département du Nord) (regio Hauts-de-France). De plaats maakt deel uit van het arrondissement Avesnes-sur-Helpe. Trélon telde op 1 januari 2022 2.642 inwoners.

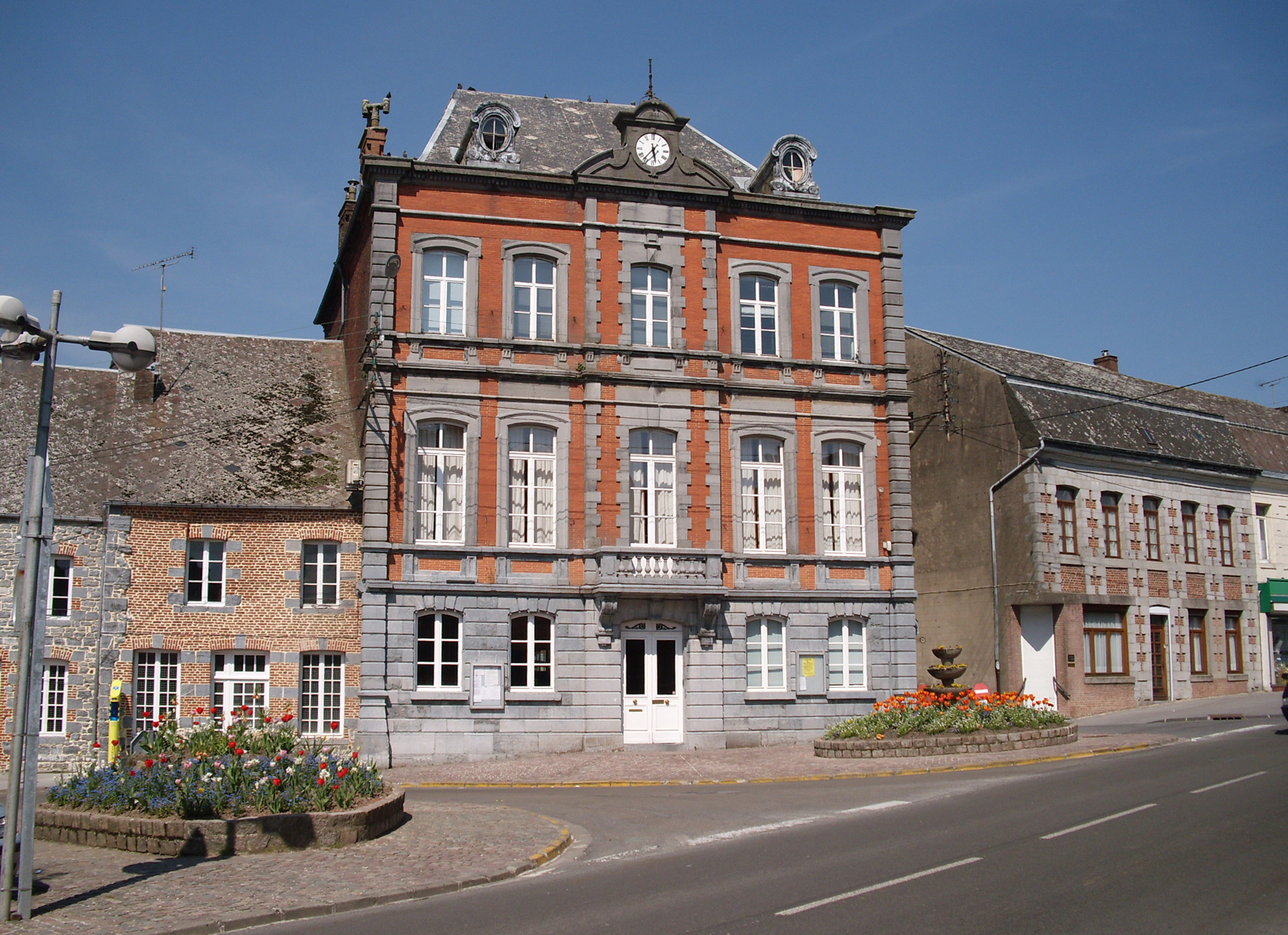
Het gemeentehuis.

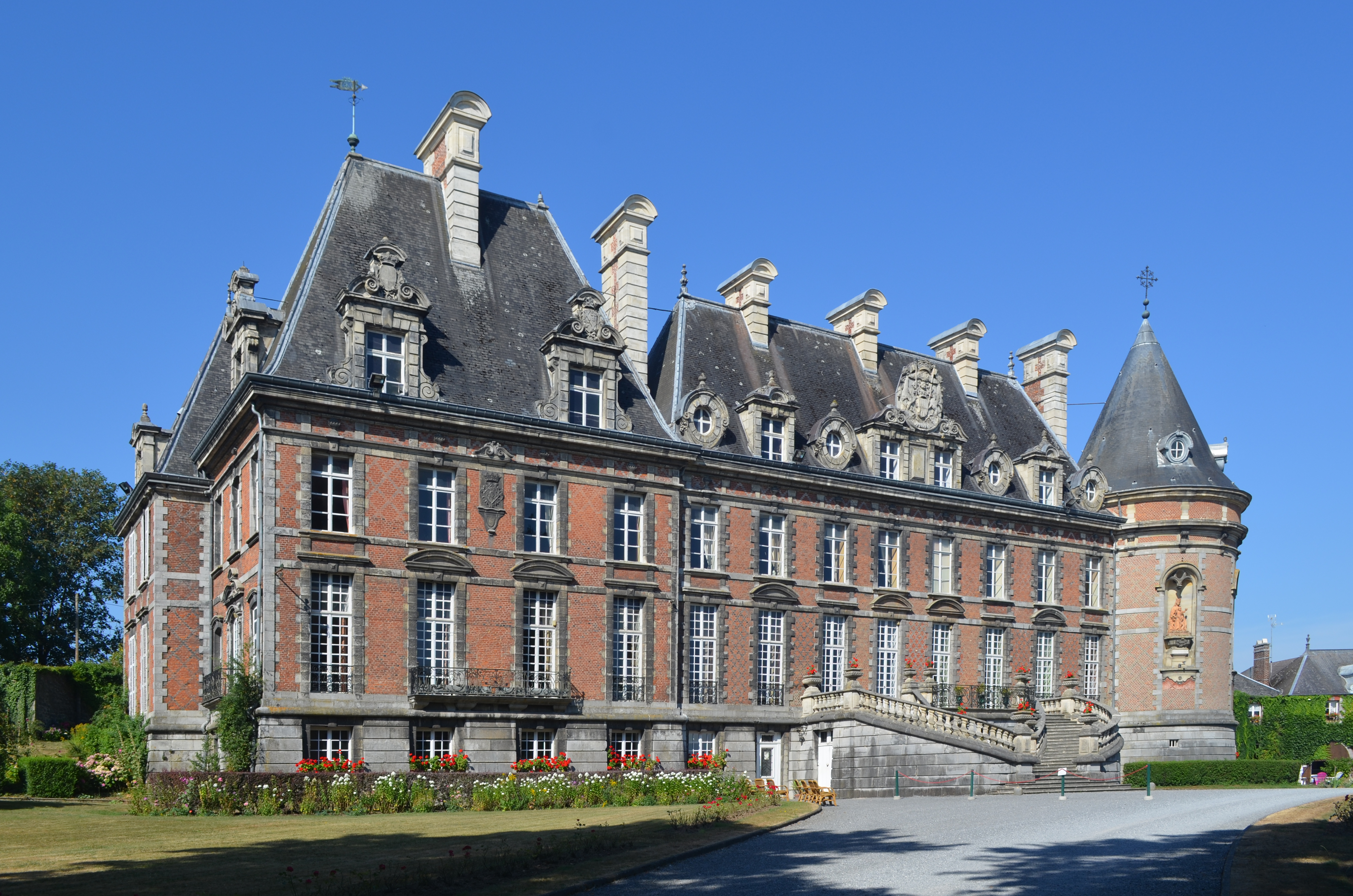
Kasteel van het huis van Merode.

## Geografie
De oppervlakte van Trélon bedroeg op 1 januari 2022 39,15 vierkante kilometer; de bevolkingsdichtheid was toen 67,5 inwoners per km².

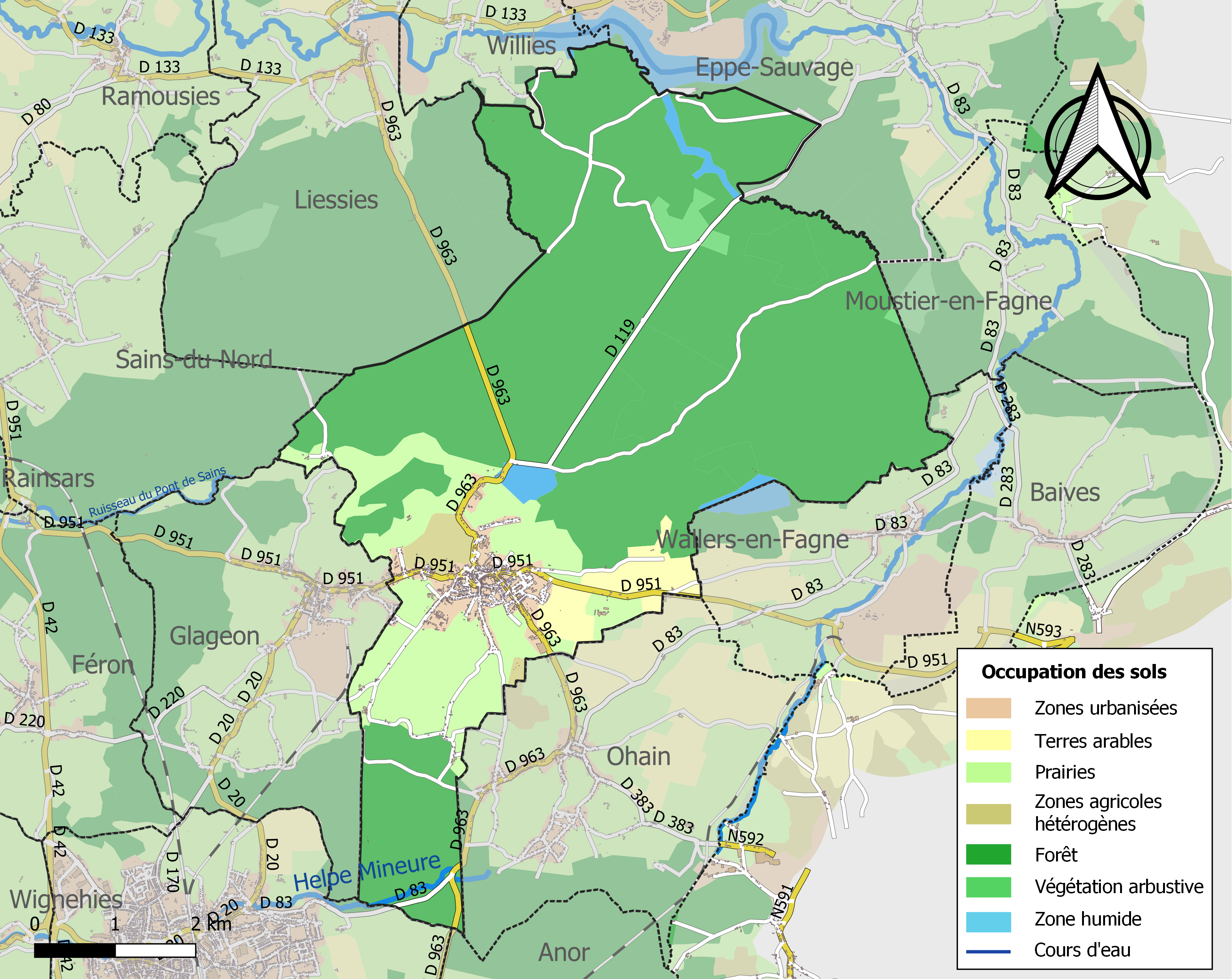
Kaart van de gemeente met belangrijkste infrastructuur, bodemgebruik en omliggende gemeenten

## Demografie
Onderstaande figuur toont het verloop van het inwonertal (bron: INSEE-tellingen).

## Geboren in Trélon
- Léon Comerre (1850-1916), kunstschilder